# لويس لايبز هارتنجر
لويس لايبز هارتنجر (بالإسبانية: Luis López Hartinger) (مواليد 27 ديسمبر 1975) هو سبّاح بيروفي، مثّل بلاده في الألعاب الأولمبية الصيفية 2000.

## روابط خارجية
لويس لايبز هارتنجر على موقع الاتحاد الدولي للسباحة (الإنجليزية)
- لويس لايبز هارتنجر على موقع أوليمبيديا (الإنجليزية)